# Mysiogon
Mysiogon (Myomimus) – rodzaj ssaka z podrodziny koszatek (Leithiinae) w obrębie rodziny popielicowatych (Gliridae).

## Rozmieszczenie geograficzne
Rodzaj obejmuje gatunki występujące w południowo-wschodniej Europie i południowo-zachodniej Azji.

## Morfologia
Długość ciała (bez ogona) 73–136 mm, długość ogona 53–94 mm, długość ucha 13–17,7 mm, długość tylnej stopy 14–23 mm; masa ciała 11,6–70 g.

## Systematyka
Rodzaj zdefiniował w 1924 roku rosyjski zoolog Siergiej Ogniow w artykule zatytułowanym Wspaniałe zwierzątko, opublikowanym w czasopiśmie „Priroda i ochota na Ukrainie”. Gatunkiem typowym jest (oryginalne oznaczenie) mysiogon maskowy (M. personatus).

### Etymologia
- Myomimus: gr. μυς mus, μυος muos ‘mysz’[8]; μιμος mimos ‘naśladowca’[9].
- Philistomys: Filistyni (ang. Philistines), starożytny lud o nieokreślonym pochodzeniu zamieszkujący Palastynę; gr. μυς mus, μυος muos ‘mysz’[2]. Gatunek typowy (oryginalne oznaczenie): Philistomys roachi Bate, 1937.

### Podział systematyczny
Do rodzaju należą następujące występujące współcześnie gatunki:
| Grafika | Gatunek             | Autor i rok opisu | Nazwa zwyczajowa     | Podgatunki         | Rozmieszczenie geograficzne | Podstawowe wymiary                             | Status IUCN |
| ------- | ------------------- | ----------------- | -------------------- | ------------------ | --- | ---------------------------------------------- | ----------- |
|         | Myomimus roachi     | (Bate, 1937)      | mysiogon dardanelski | gatunek monotypowy | północno-wschodnia część obszaru śródziemnomorskiego w południowo-wschodniej Bułgarii i zachodniej Turcji (wschodnia Tracja i Anatolia); prawdopodobnie północno-wschodnia Grecja             | DC: 8,6–13,6 cm DO: 6,5–9,4 cm MC: 21–70 g     | VU          |
|         | Myomimus setzeri    | Rossolimo, 1976   | mysiogon perski      | gatunek monotypowy | skrajnie wschodnia Turcja i północno-zachodni Iran (góry Zagros); granice zasięgu nieznane; zakres wysokości: 1800–2800 m n.p.m.                                                              | DC: 7,5–8,8 cm DO: 6–6,7 cm MC: brak danych    | DD          |
|         | Myomimus personatus | Ognev, 1924       | mysiogon maskowy     | gatunek monotypowy | południowo-zachodni Turkmenistan (góry Kopet-dag i Kiçi Balkan) oraz północno-wschodni Iran; pozostałości historyczne z zachodnio-środkowego Afganistanu; zakres wysokości: 700–2400 m n.p.m. | DC: 7,3–7,7 cm DO: 5,3–6,9 cm MC: około 11,6 g | DD          |

Kategorie IUCN:  VU  – gatunek narażony,  DD  – gatunki o nieokreślonym stopniu zagrożenia.
Opisano również gatunki wymarłe:
- Myomimus complicidentatus Popov, 2004[12] (Bułgaria; pliocen)
- Myomimus dehmi (De Bruijn, 1966)[13] (Hiszpania; miocen)
- Myomimus igdeliensis Suata-Alpaslan, 2009[14] (Turcja; pliocen)
- Myomimus maritsensis De Bruijn, Dawson & Mein, 1970[15] (Grecja; pliocen)
- Myomimus qafzensis Haas, 1973[16] (Izrael; plejstocen)
- Myomimus sinensis Wu Wenyu, 1985[17] (Chińska Republika Ludowa; miocen)
- Myomimus sumbalenwalicus Munthe, 1980[18] (Pakistan; miocen)
- Myomimus tanjuae Bilgin, Joniak, Mayda, Göktaş, Peláez-Campomanes & Van den Hoek Ostende, 2021[19] (Turcja; miocen)